# ㅁ
ㅁ es un jamo del sistema de escritura coreano.

## Descripción
Este suena "m" pero más prolongado, algo como "mn". Su nombre en coreano es mieum (미음).

## Escritura

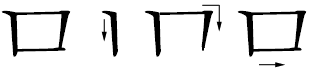
ㅁ (mieum) orden de los trazos